# حزب الديمقراطيون
حزب الديمقراطيون (بالجرينلاندية:Demokraatit)(بالدنماركية: Demokraterne)، حزب سياسي ليبرالي في جرينلاند بالدنمارك.

## التاريخ
تأسس الحزب عام 2002، وفاز بخمسة مقاعد في برلمان جرينلاند في انتخابات ذلك العام. وارتفع الإجمالي إلى سبعة مقاعد في انتخابات عام 2005، ولكن سبقته أحزاب السيوموت وحزب مجتمع الشعب وحزب التضامن الجرينلاندي. وفي انتخابات عام 2009 انخفض عدد مقاعد الحزب إلى أربعة مقاعد. ودخل في ائتلاف حكومي مع حزب مجتمع الشعب ورابطة المرشحين، وأطاح بحزب السيوموت المهيمن على السلطة لأول مرة في تاريخ جرينلاند. في انتخابات 2013، فاز الحزب بمقعدين فقط، لكنه حصل على مقعدين آخرين في انتخابات 2014. في انتخابات 2018، حصل الحزب على مقعدين إضافيين. وانخفض إلى ثلاثة في انتخابات 2021.

## نتائج الانتخابات

### برلمان جرينلاند
| سنة الانتخابات | الأصوات | نسبة الأصوات المئوية | إجمالي المقاعد | ±    |
| -------------- | ------- | -------------------- | -------------- | ---- |
| 2002           | 4,558   | 15.9 (4)             | 5 / 31         | جديد |
| 2005           | 6,595   | 22.8 (2)             | 7 / 31         | ▲ 2  |
| 2009           | 3,620   | 12.7 (3)             | 4 / 31         | ▼ 3  |
| 2013           | 1,870   | 6.2 (5)              | 2 / 31         | ▼ 2  |
| 2014           | 3,469   | 11.8 (3)             | 4 / 31         | ▲ 2  |
| 2018           | 5,712   | 19.5 (3)             | 6 / 31         | ▲ 2  |
| 2021           | 2,452   | 9.3 (4)              | 3 / 31         | ▼ 3  |

### برلمان مملكة الدنمارك (فولكتنغ)
| سنة الانخابات | الأصوات | نسبة مئوية من أصوات جرينلاند | المقاعد | ±    |
| ------------- | ------- | ---------------------------- | ------- | ---- |
| 2005          | 4,909   | 21.7 (3)                     | 0 / 2   | جديد |
| 2007          | 4,584   | 18.5 (3)                     | 0 / 2   | 0    |
| 2011          | 2,882   | 12.6 (3)                     | 0 / 2   | 0    |
| 2015          | 1,753   | 8.5 (3)                      | 0 / 2   | 0    |
| 2019          | 2,258   | 11.0 (3)                     | 0 / 2   | 0    |